# イングリダ・シモニーテ
イングリダ・シモニーテ（Ingrida Šimonytė、1974年11月15日 - ）は、リトアニアの政治家。2020年から2024年まで、同国首相を務めた。財務大臣などを歴任。

## 経歴
1992年、ヴィリニュス第7中等学校を卒業し、ヴィリニュス大学経済学部に入学。1996年、学士号を取得（行政学）。1998年、修士課程を修了した。
1997年からリトアニア財務省で勤務。2002年から2004年まで税務局長を務めた。2009年、財務副大臣に就任し、同年から2012年までアンドリュス・クビリュス内閣において財務大臣を務めた。
2013年から2016年までヴィリニュス大学講師など。2016年から国会（セイマス）議員。
2019年リトアニア大統領選挙に立候補（祖国連合が支持）。5月12日の第1回投票では1位となり、2位でエコノミストのギタナス・ナウセダ候補とともに5月26日の決選投票に進んだものの、決選投票ではナウセダ候補に大差をつけられ敗れた。
2020年11月25日に首相就任。12月7日にナウセダ大統領より新内閣が承認された。
2022年12月、祖国連合に入党。
2023年5月に閣僚3人を含む複数の議員が政治資金を不正に利用していた疑惑が発覚し、祖国連合は出直しを図るため5月19日に2024年10月に予定されている議会総選挙の繰り上げ実施を提案した。しかし6月6日の採決では賛成66、反対61、棄権14票となり、可決に必要な85票に届かず、繰り上げ動議は否決された。シモニーテ自身は議会で繰り上げが否決されれば内閣総辞職するとしていたが最終的に判断を祖国連合に委ね、同党は6月9日に政権の維持を決定した。
2024年大統領選挙に立候補し、5月12日の投票では得票率16％で2位となり、46％を獲得し1位となった現職のナウセダと共に5月26日の決選投票に進出。2019年の前回選挙と同じ顔ぶれでの対決となった決選投票では24.4％の得票にとどまり、75.6％を得票したナウセダに再び敗れた。
- ダリア・グリバウスカイテ大統領らと（2010年6月1日）
- バルト開発フォーラムに出席（2010年6月1日）
- ウクライナのボロディアンカを視察するウクライナのデニス・シュミハリ首相とシモニーテ（2022年4月11日）